# 고모로번
고모로 번(일본어: 小諸藩 코모로한[*])은 시나노국 고모로(지금의 나가노현 고모로시)에 존재하던 번이다. 번청은 고모로성.
마키노씨가 다스리던 시절엔 에치고 나가오카번의 지번이었다.